# Unstrut
Die Unstrut ([ˈʊnʃtruːt], mitunter auch [ˈʊnstruːt]) ist ein 192 km langer, linker Nebenfluss der Saale und deren wasserreichster Zufluss. Einzugsgebiet ist fast das gesamte Thüringer Becken nebst einem Teil der westlichen und nördlichen Randplatten, Teile des Südharzes und kleinere Teile des nördlichen Thüringer Waldes. Dabei entspringen die wasserreicheren Zuflüsse wie auch die Unstrut selbst in den im Vergleich zum Becken niederschlagsreicheren Randgebirgen.

## Name
Um 575 wurde der Fluss Onestrudis genannt, im 7. Jahrhundert Unestrude, 994 Vnstruod. Der Name wird vom germanischen strōdu hergeleitet, was Sumpfdickicht heißt. Für die Vorsilbe Un- wird eine Steigerungsform wie beispielsweise in „Unwetter“ erwogen oder eine Form der Lokalpartikel *(h1)en ,in‘. Der Flussname würde demnach ,Sumpf(dickicht) an sich habend(er Fluss)‘ bedeuten, wofür auch die für die Unstrut typische Auenlandschaft und Hochwassergefährlichkeit sprächen. Eine ähnliche Wortbildung findet sich in der österreichischen Erlauf (früher: Arelape), (Fluss,) der einen See vorn/am Anfang hat‘.

## Geographie

### Verlauf
Die Unstrut entspringt westlich von Kefferhausen bei Dingelstädt in Nordthüringen im südlichen Eichsfeld. In der Thüringer Pforte bei Sachsenburg durchbricht sie die Hainleite. In ihrem Unterlauf durchfließt sie in zahlreichen Schleifen den Burgenlandkreis im südlichen Sachsen-Anhalt. Sie wird dabei unterhalb von Memleben zunächst vom Ziegelrodaer Plateau, bei Laucha vom Dorndorfer Plateau sowie in der Nähe Freyburgs von den kalkreichen Schweigenbergen flankiert und mündet im Großjenaer Blütengrund bei Naumburg in die Saale.
Das Einzugsgebiet Unstrut ist etwas größer als das der Saale oberhalb der Unstrutmündung (55 % : 45 %). Aber hinsichtlich der Gewässerlänge oberhalb der Mündung (192 vs. 255 km) und der Wasserführung (45 % : 55 %) ist die Unstrut kleiner, wie bei Nebenflüssen der Normalfall.

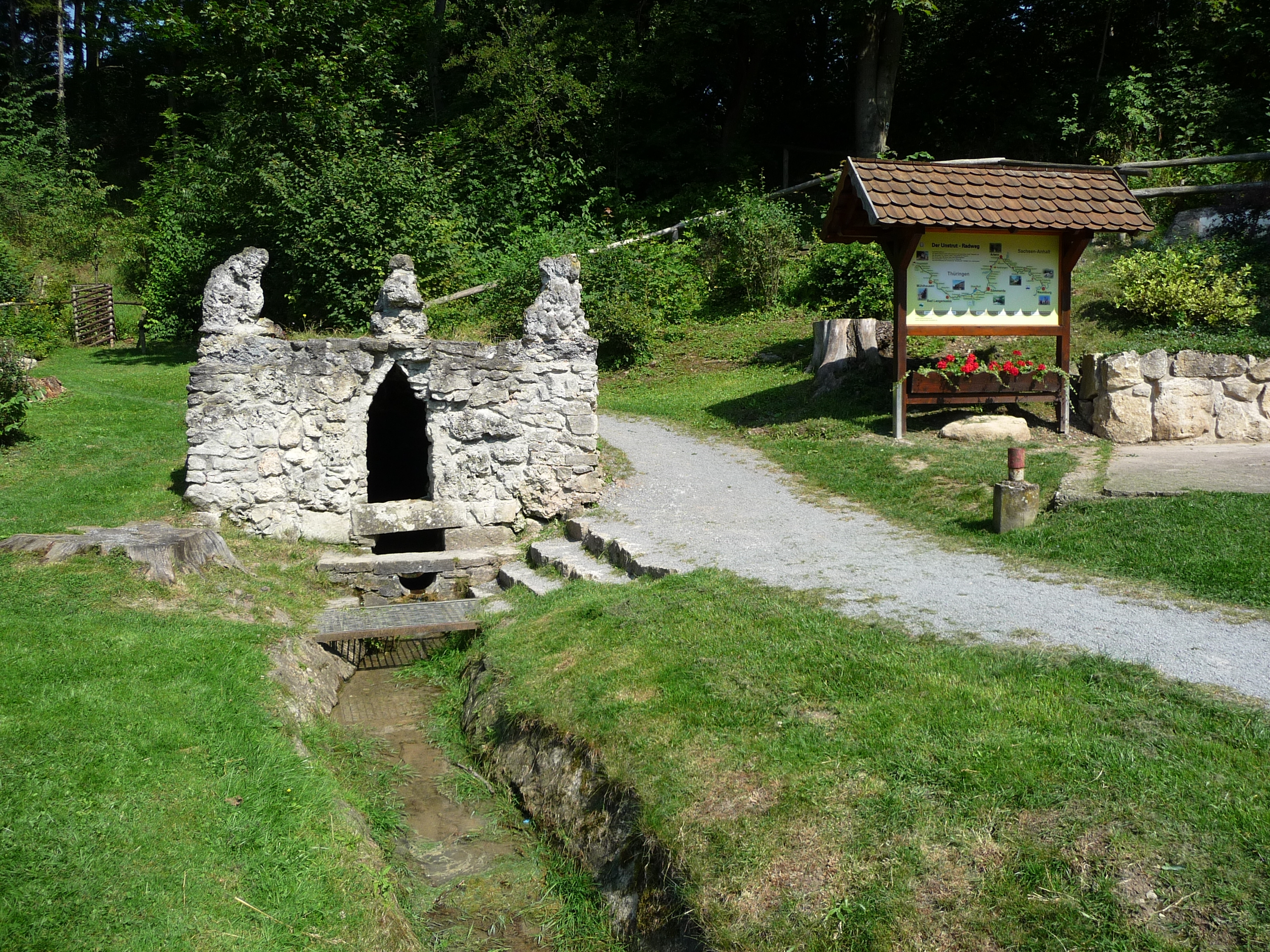
Die Unstrutquelle
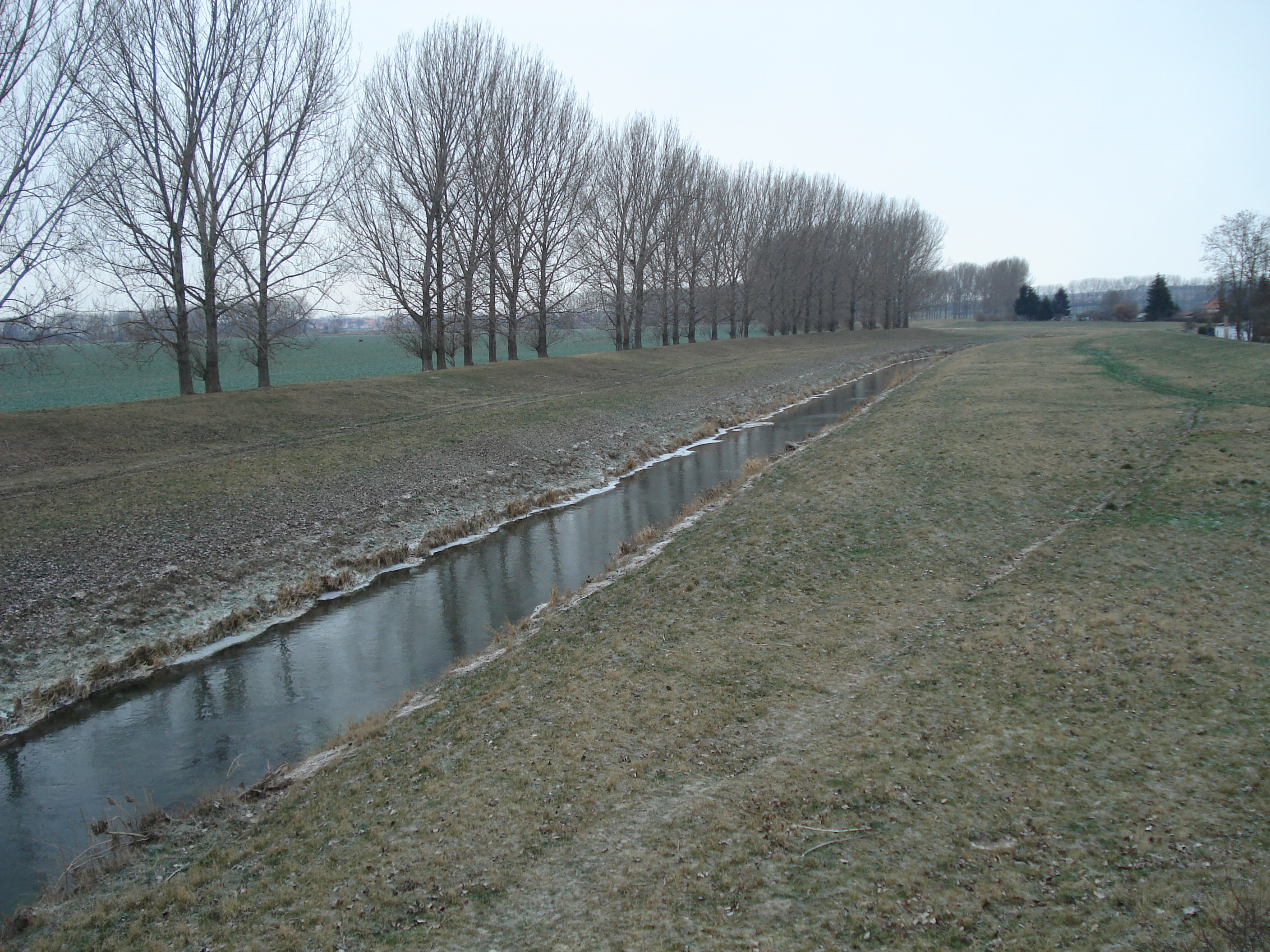
Die Unstrut bei Bad Langensalza
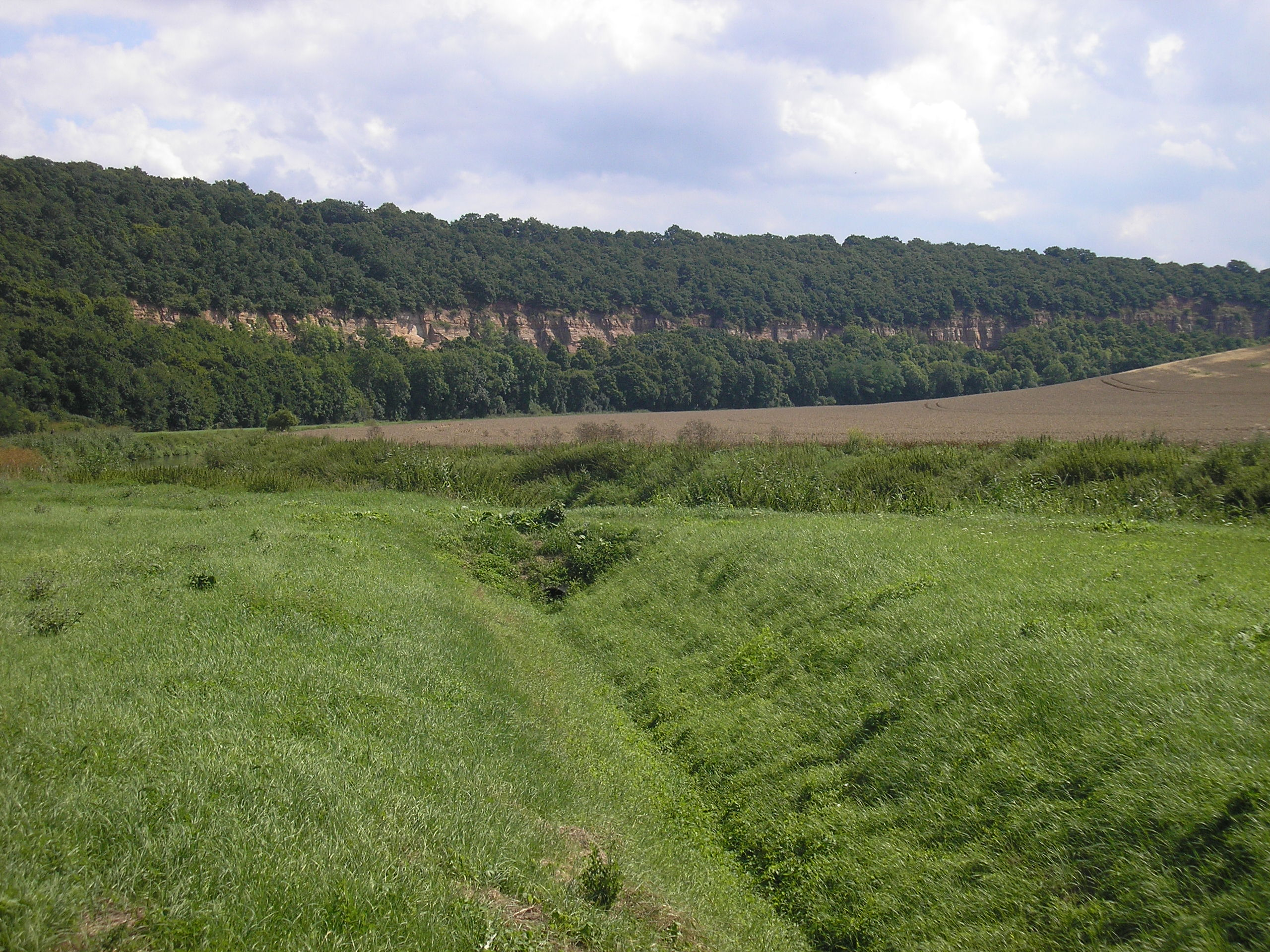
Klippen an der Unstrut zwischen Memleben und Wangen
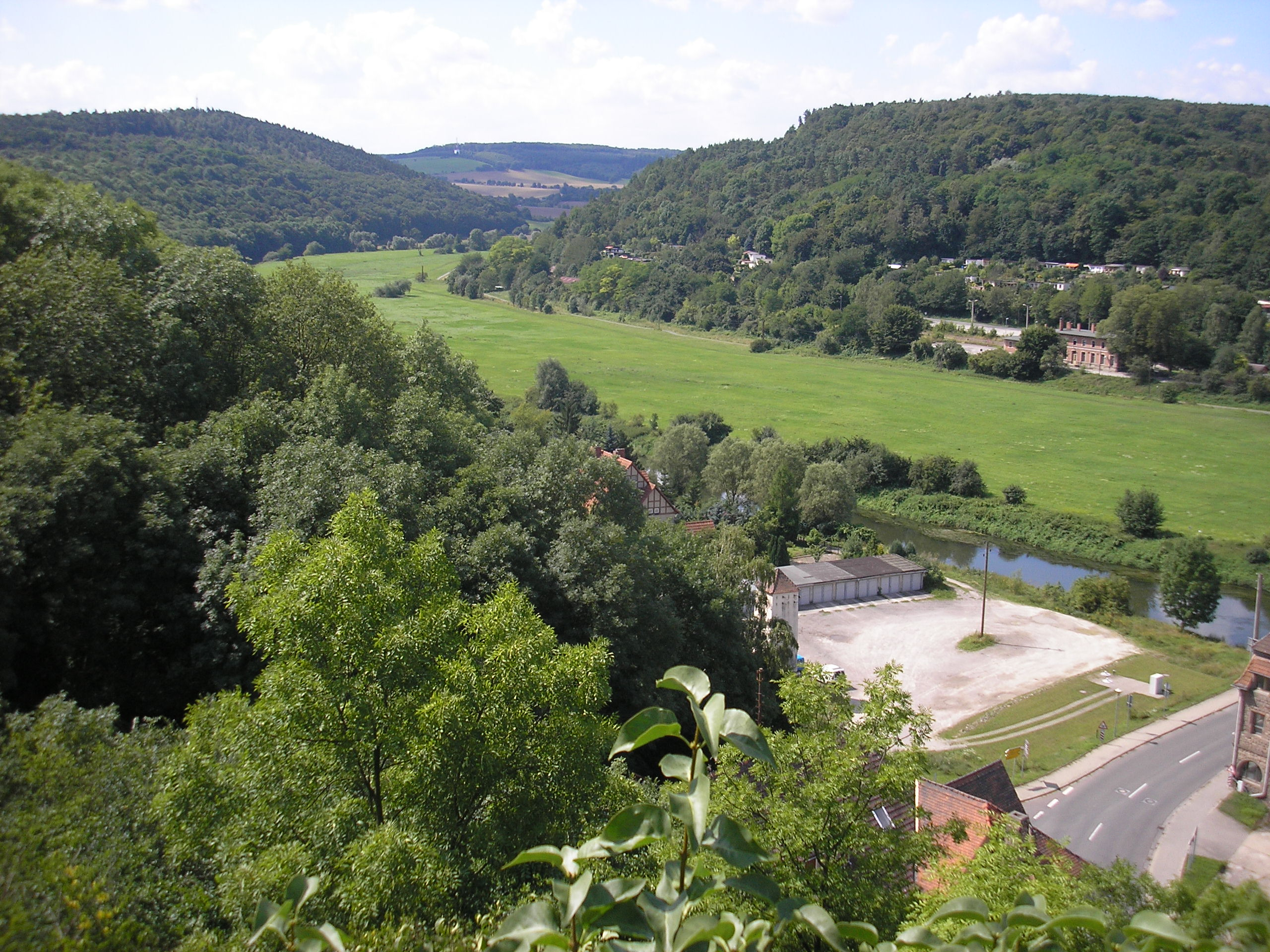
Unstruttal oberhalb von Nebra
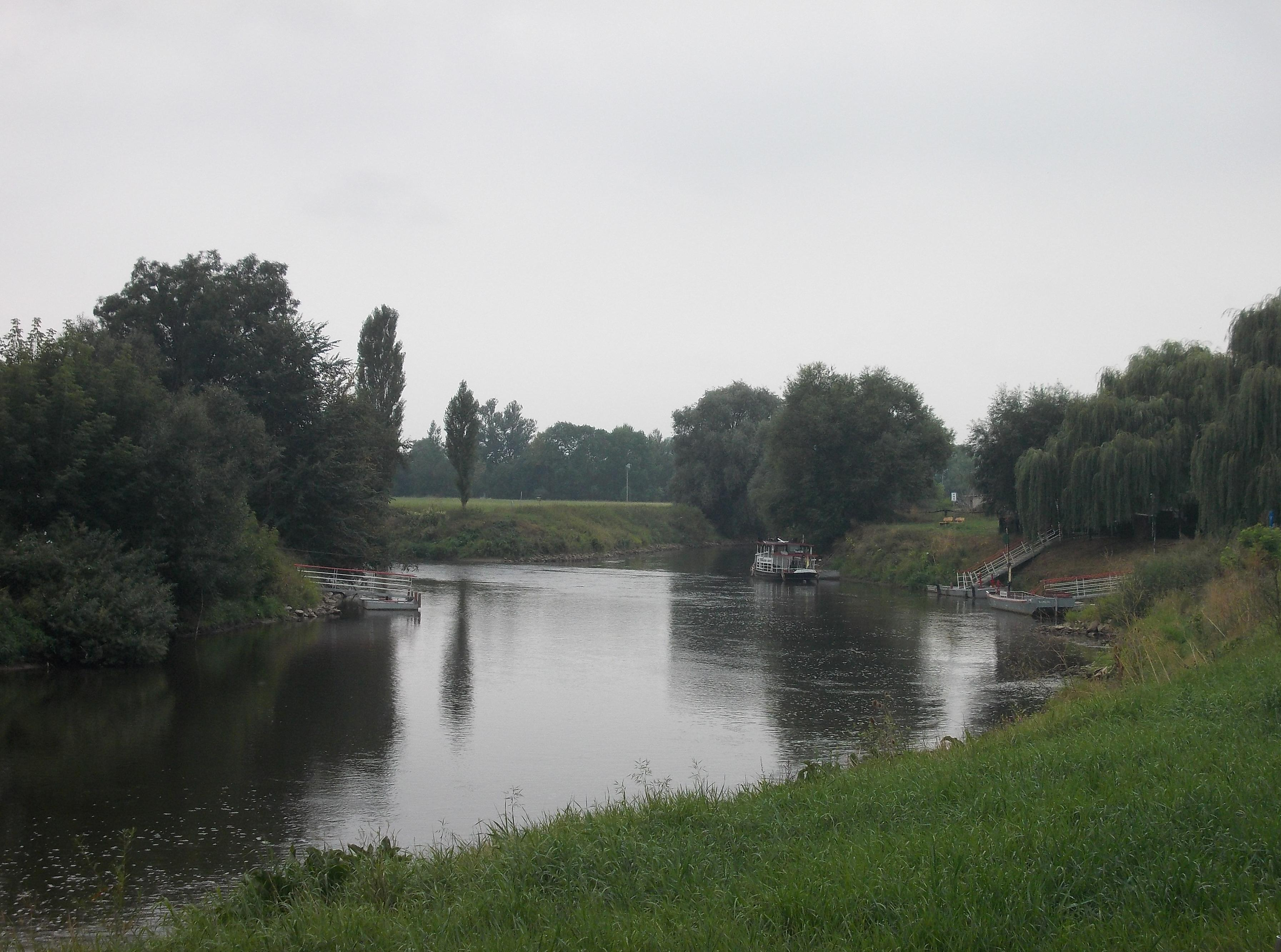
Mündung im Blütengrund bei Großjena
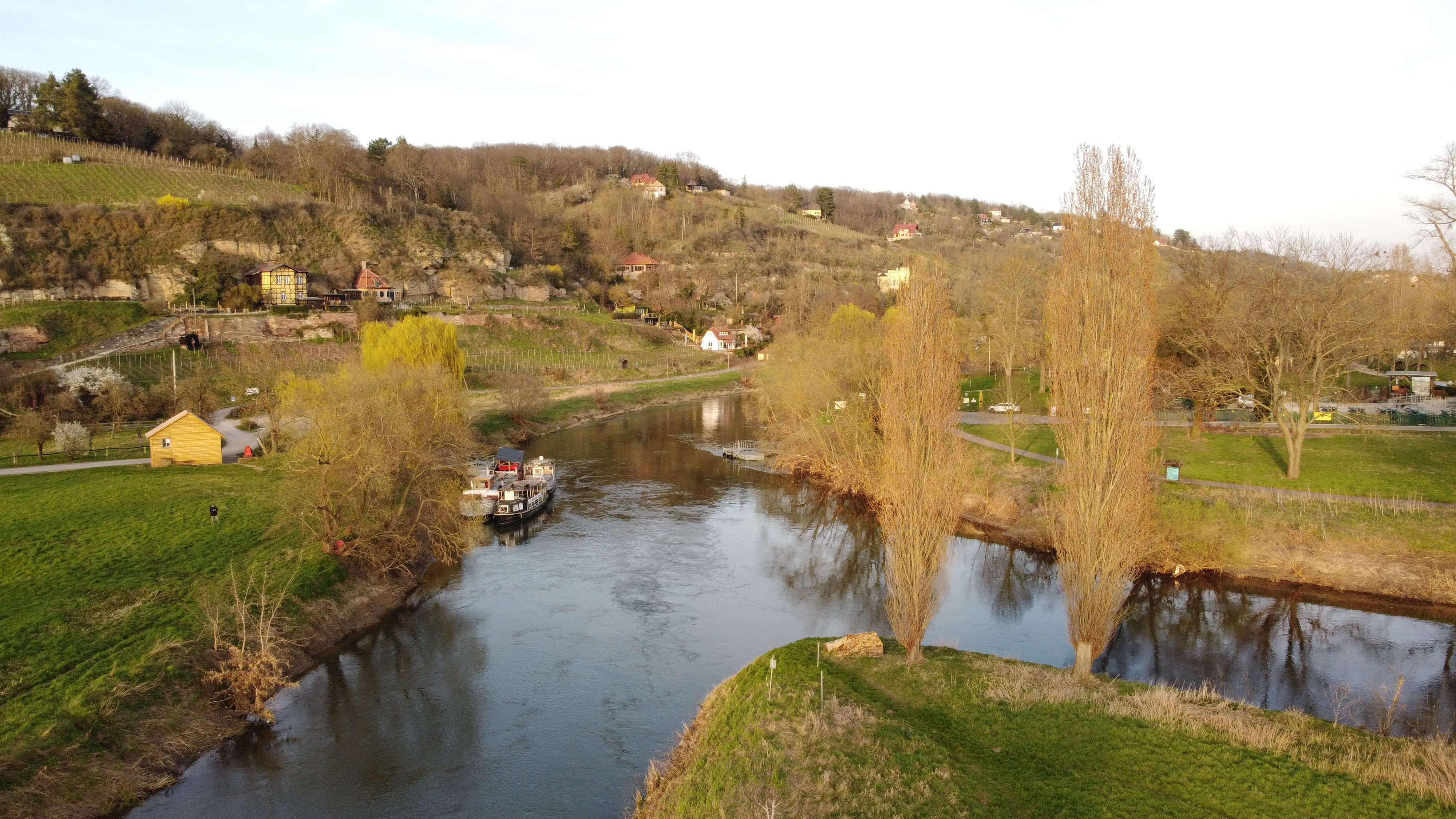
Die Unstrut (links) mündet in die Saale (rechts)

### Flusssystem

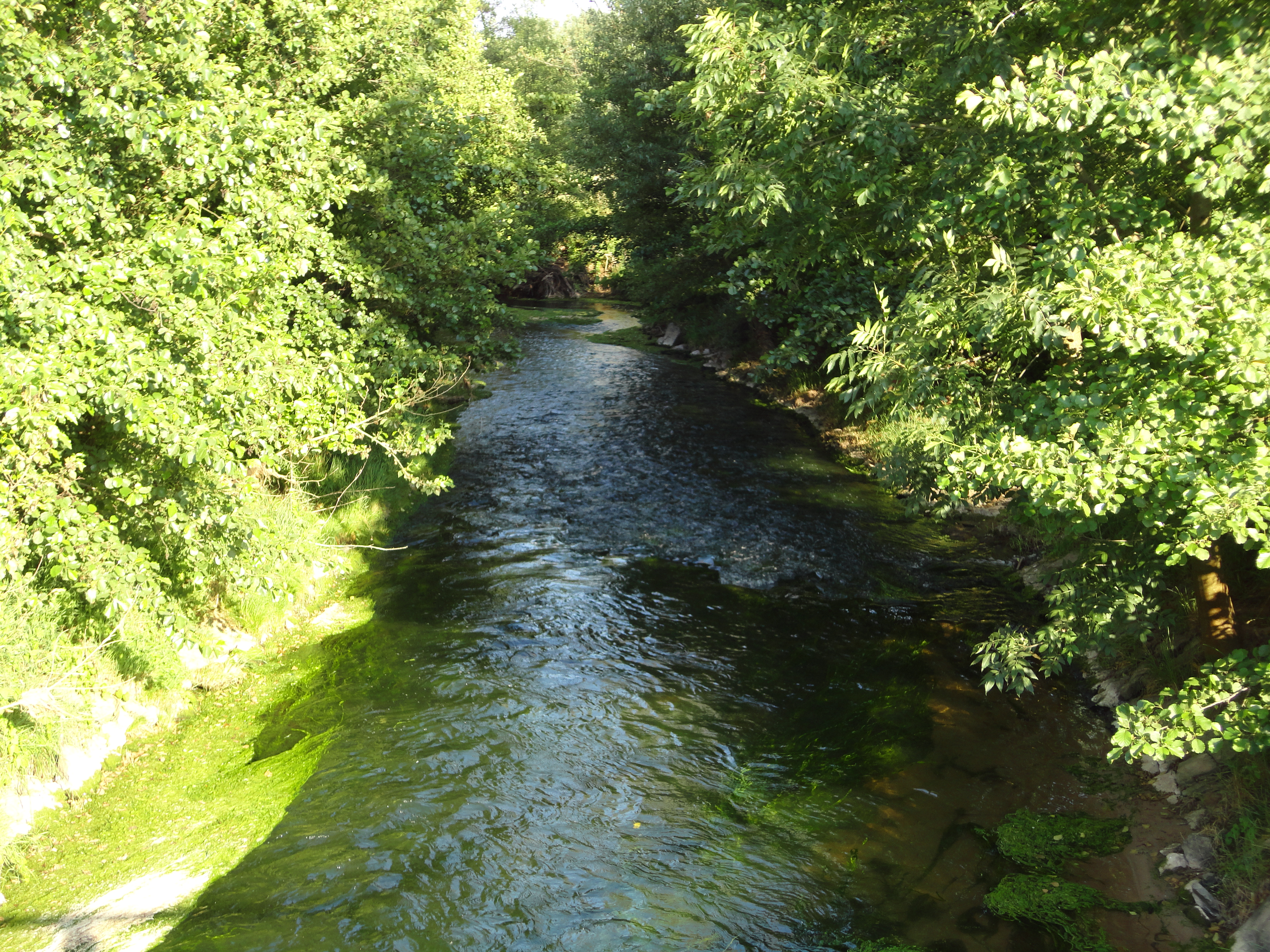
Wipper (linker Nebenfluss) in Wollersleben

Die Unstrut ist, gemessen an ihrem Einzugsgebiet von über 6.000 km², mit nur etwa 30 m³/s Abfluss vergleichsweise wasserarm (Abflussspende: nur knapp 5 l/s·km²). Dieses ist zum einen durch die verbreitete Ebenheit des Thüringer Beckens verursacht, zum anderen dadurch, dass die Oberläufe der größeren Zuflüsse wie auch der Unstrut selbst von der Leeseite der Randgebirge kommen. So erreicht selbst die im Oberlauf den montanen Thüringer Wald entwässernde Gera nur knapp 7 l/s·km², während die zur Werra entwässernden Flüsse an der Luvseite des Gebirges (z. B. Schleuse) mehr als die doppelte Wassermenge pro Quadratkilometer Einzugsgebiet führen.
Wichtige Zuflüsse der Unstrut sind linksseitig Wipper (Einzugsgebiet: 647 km²), Helbe (414 km²) und Helme (1.318 km²); rechtsseitig sind neben der Gera (1.090 km²) die Gramme (357 km²) und die Lossa (394 km²) von Bedeutung. Der größte Nebenfluss, die Gera, übertrifft die Unstrut am Mündungspunkt an Wasserführung deutlich (6,6 m³/s vs. 4,6 m³/s).
Von den Hauptflüssen des Flusssystems zweigen viele zumeist künstliche Nebenarme ab, die dann wiederum zahlreiche Entwässerungsgräben aufnehmen. So mündet beispielsweise die Helbe in drei parallelen Armen.

### Geomorphologie
Buntsandstein und Muschelkalk aus der Triasformation prägen das Gesicht des Saale-Unstrut-Triaslandes. Mancherorts sind sie durch tertiäre und quartäre Sedimente verdeckt, an anderen Stellen treten sie offen zutage. Insbesondere im Unterlaufbereich ist die geologische Schichtenfolge gut zu erkennen.
Das Durchbruchstal der Thüringer Pforte trennt die das Thüringer Becken im Norden und Nordosten begrenzenden Höhenzüge Hainleite und Schmücke, die aus Muschelkalk bestehen. Der Gipsfelsen des Wendelsteins, der sich kurz vor Memleben unmittelbar an der Unstrut schroff erhebt, gehört als östlicher Ausläufer der Bottendorfer Höhe zu den Aufwölbungen des Zechsteins, der aufgrund der Nordrandstörung der Hermundurischen Scholle hier zutage tritt. Zwischen Memleben und Nebra durchfließt die Unstrut ein in den Mittleren Buntsandstein eingeschnittenes Tal, dessen Steinbruchwände von der jahrhundertelangen Bausteingewinnung künden. Bei Karsdorf weitet sich das Tal, der weiche Schieferton des Oberen Buntsandsteins wurde hier vom Fluss teilweise ausgewaschen. In den Karsdorfer Zementwerken wird der Kalk als Rohstoff gewonnen. Von Karsdorf bis Freyburg begleiten rebentragende Erhebungen des Unteren Muschelkalks die Unstrut; der plattig bis wellig geschichtete, teilweise auch kompakte Kalkstein wurde durch den Fluss großflächig freigelegt. Freyburger Schaumkalk wurde in früheren Jahrhunderten unter anderem im Naumburger Dom verbaut.
Wahrscheinlich wandte sich einst die Unstrut vom Zufluss der Helme an dem jetzigen Mansfelder Land zu, durchfloss die vom ehemaligen Salzigen See eingenommene Senke und erreichte damals über das heutige Salzatal die Saale. Im Geröll des Sees und der Salza findet man Steine, die aus dem Thüringer Becken stammen und nicht durch die gegenwärtigen Gewässer dorthin verbracht sein können. Als sich der Hornburger Sattel und seine Nachbarhöhen erhoben, wurde der Unstrut der alte Abflussweg versperrt, worauf sie in Richtung ihres heutigen Tals bei Freyburg einen neuen fand.

### Naturräume, Klima, Flora und Fauna
In ihrem gesamten Verlauf liegt die Unstrut im Lee des Harzes, klimatisch hat dies zur Folge eine geringe bis mäßige Jahresniederschlagsmenge, da die meisten Niederschläge im Nordwesten vor den Bergen niedergehen, sowie ein kontinentales Klima mit etwa 1600 Sonnenstunden im Jahr. Im Unterlauf bildet das Unstruttal eine von nördlichen Winden abgeschirmte Wärmeinsel, deren steile Südhänge auch im Winter nahezu senkrecht einfallende Sonnenstrahlen erhalten können.
Ihren besonderen Reiz gewinnt die Unstrut durch den Gegensatz von Flussauenbiotopen und angrenzenden trockenen Böden. Die feuchten Ufer sind von Weiden, Pappeln und Eschen gesäumt. Auf den trockenen, kalkhaltigen Böden finden sich Trocken- und Halbtrockenrasen, an geschützten Stellen wie im Naturschutzgebiet Tote Täler wachsen seltene Orchideen wie das Bleiche und das Purpur-Knabenkraut, die Bienen-, Spinnen- und Fliegen-Ragwurz, der Frauenschuh oder das Große Zweiblatt.
Die Unstrutgegend ist eine jahrhundertealte Kulturlandschaft, die besonders durch den Weinanbau geprägt ist und durch die Streuobstwiesen, die aus Weinbergsbrachen hervorgegangen sind. Wasserliebende Vögel wie die Wasseramsel und der Eisvogel sind hier heimisch, seit den 1990er Jahren ist zunehmend der von Fischern als Konkurrent ungern gesehene Kormoran anzutreffen.

### Gewässergüte, Gewässerschutz

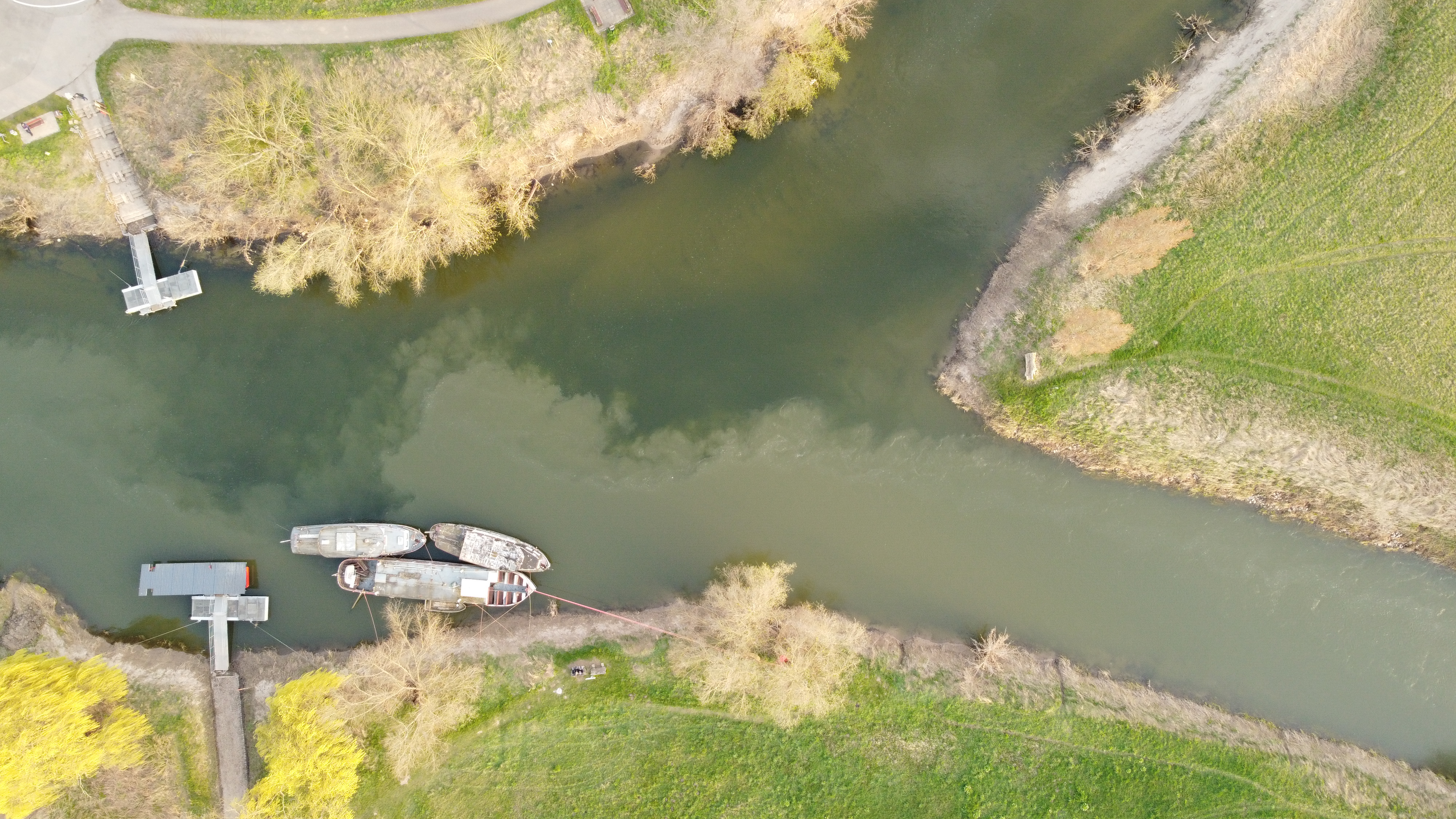
Unstrut (unten) und Saale (oben) aus der Vogelperspektive

Im Jahre 2004 durchgeführte Messungen von der Quelle bis zur Mündung wiesen eine hohe Nitratbelastung der Unstrut nach. Schon in der Quelle bei Kefferhausen fanden die Gewässerschützer einen stark erhöhten Wert von 29,7 mg/l. Die Konzentration verringerte sich im Verlauf bis zu einem Wert von 13 mg/l nahe der Mündung. Vom „Rat von Sachverständigen für Umweltfragen“ (SRU) werden jedoch sogar Nitratwerte unterhalb von 8 mg/l in den der Nordsee zufließenden Flüssen gefordert, um deren heutige Eutrophierung zu vermindern. Nach der chemisch-physikalischen Gewässergüteklassifikation der staatlichen Länderarbeitsgemeinschaft Wasser (LAWA) ist die Unstrut im oberen Gewässerlauf bis Bad Langensalza als stark nitratbelastet anzusehen. Bei der Untersuchung der Zuflüsse fand sich in der Gera eine vergleichbare Nitratkonzentration, eine geringere in der Helme. Ursache ist, dass das Grundwasser im Oberlaufgebiet stark durch Düngemitteleintrag belastet wird. Zu dessen Minderung verlangen die Gewässerschützer, zusätzliche Abgaben für stickstoffreiche Düngung zu erheben wie beispielsweise für die vielfach praktizierte Gülle-Wirtschaft. Weil sich aber schon über die vergangenen Jahrzehnte hohe Nährstoffmengen im Grundwasser angereichert haben, würden auch durch diese Maßnahme die Grenzwerte erst nach langer Frist erreicht werden.
Zur kurz- bis mittelfristigen Nitratentlastung sei es notwendig, die Selbstreinigung zu fördern, etwa indem man Regenwasser dem Grundwasser zuführt und die Uferzonen für die Überflutung freigibt. „Auen mit ihren positiven Einflüssen auf die Selbstreinigungskraft müssen reaktiviert werden. Als positive Nebenwirkung werden dabei auch Hochwasser- und Naturschutz betrieben“, formuliert der VSR-Gewässerschutz.

## Geschichte

### Schlachten und Gefechte in Unstrutnähe

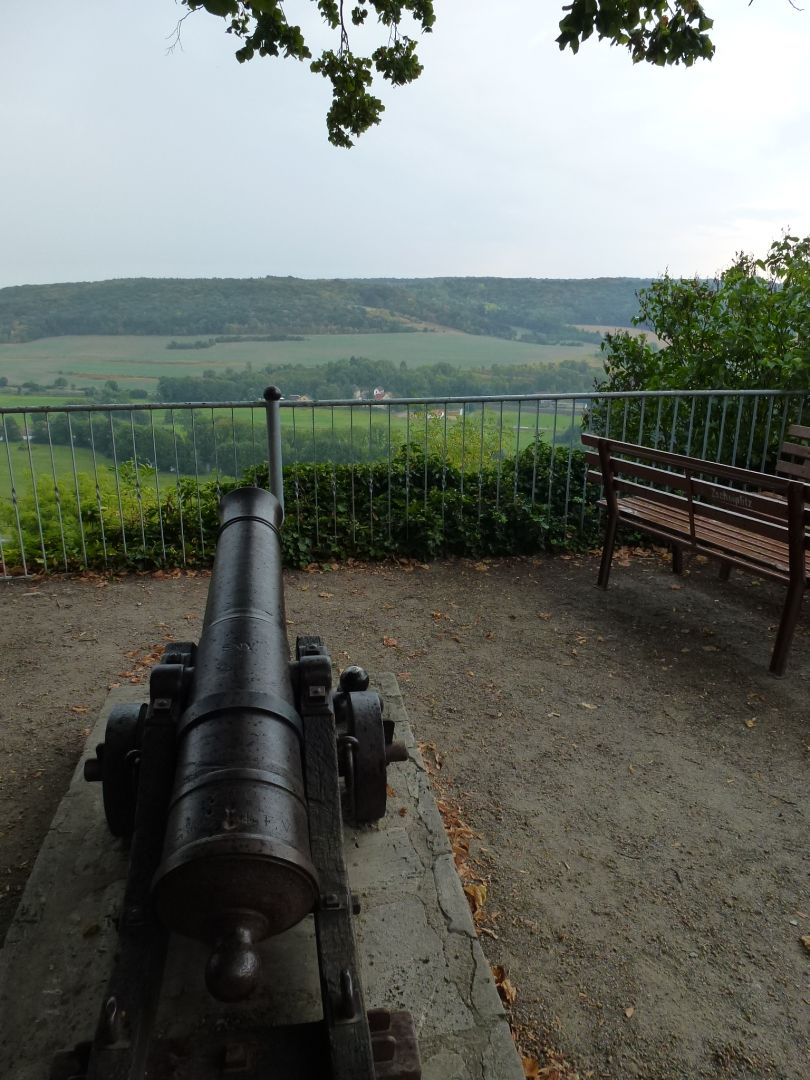
Kanone in Zscheiplitz

Im Jahr 531 fand nach Gregor von Tours’ Decem libri an der Unstrut die Entscheidungsschlacht zwischen Franken und Thüringern statt, die mit der Vernichtung und Einverleibung des Reiches der Thüringer in das Frankenreich endete.
In der Schlacht bei Riade an der Unstrut wurden 933 die Magyaren erstmals von einem deutschen Heer unter Heinrich I. geschlagen.
Am 9. Juni 1075 schlug König Heinrich IV. in der Schlacht bei Homburg an der Unstrut (ehemaliges Kloster Homburg, etwa 1 km nördlich von Bad Langensalza) ein überwiegend aus einfachen Bauern bestehendes sächsisches Heer, um danach verheerend durch Sachsen und Thüringen zu ziehen.  Dies führte schließlich am 27. Oktober zur vollständigen Unterwerfung der sächsischen Führer bei Spier (Sondershausen).  Heinrich IV. hielt anschließend zahlreiche sächsische Große an verschiedenen Orten in Haft und vergab ihre Lehen anderweitig.
Vom 19. bis 21. Oktober 1813 überschritt die in der Völkerschlacht bei Leipzig geschlagene französische Armee die Unstrut bei Freyburg und an der Zeddenbachmühle, noch einmal kam es dabei zu einem blutigen Gefecht. Etwa 100.000 Mann wälzten sich über die von französischen Pionieren errichteten provisorischen Brücken. Napoleon selbst überwachte und leitete den Übergang. Die Franzosen hatten ihre Kanonen beherrschend auf den Höhen der Schweigenberge und bei Zscheiplitz postiert und konnten so die nachstoßenden Alliierten aufhalten, so dass der weitere Rückzug gesichert war. Russen und Preußen überschritten die Unstrut erst am 22. Oktober.

### Schiffbarmachung

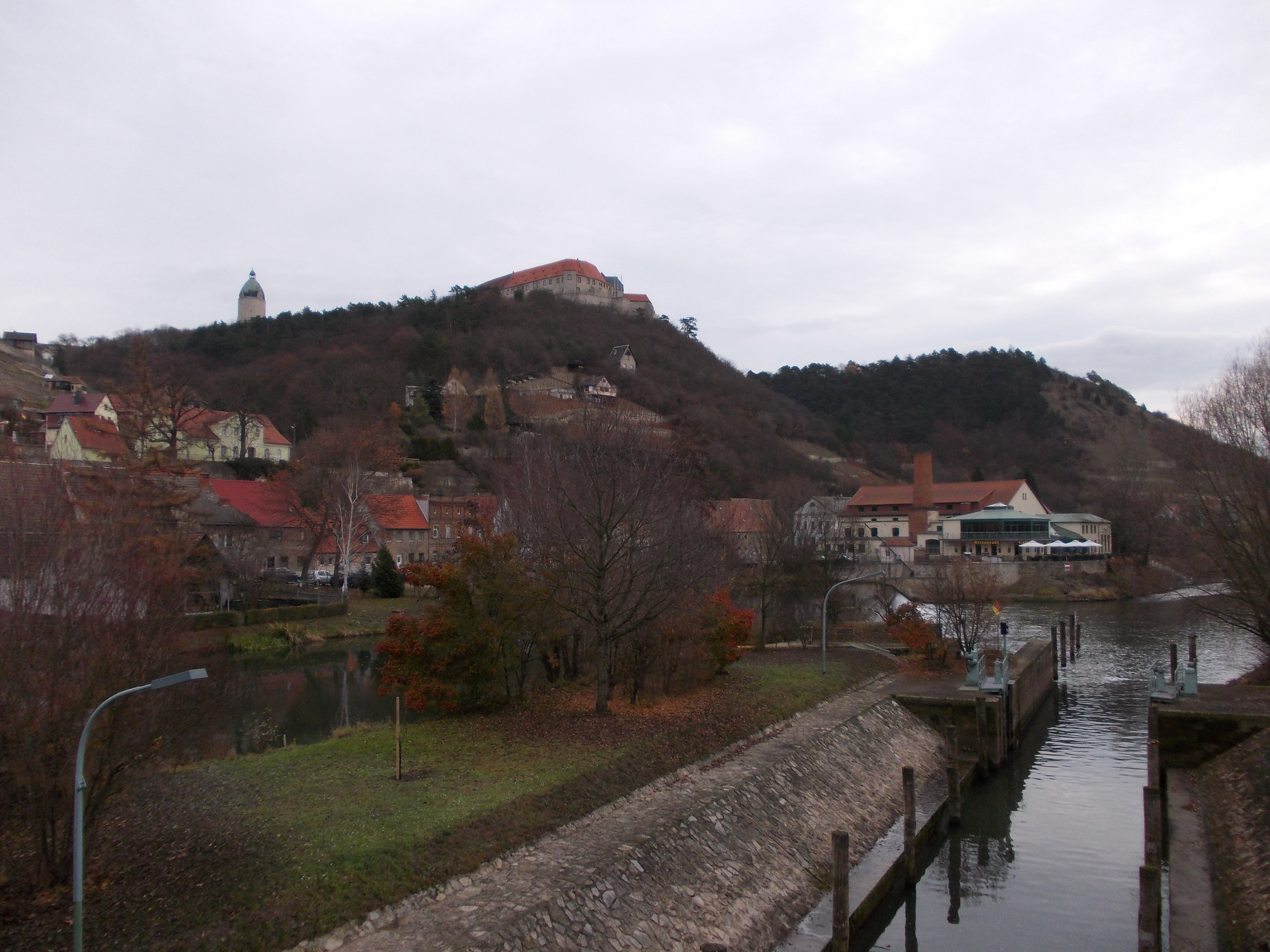
Blick von der Schleuse Freyburg zur Neuenburg

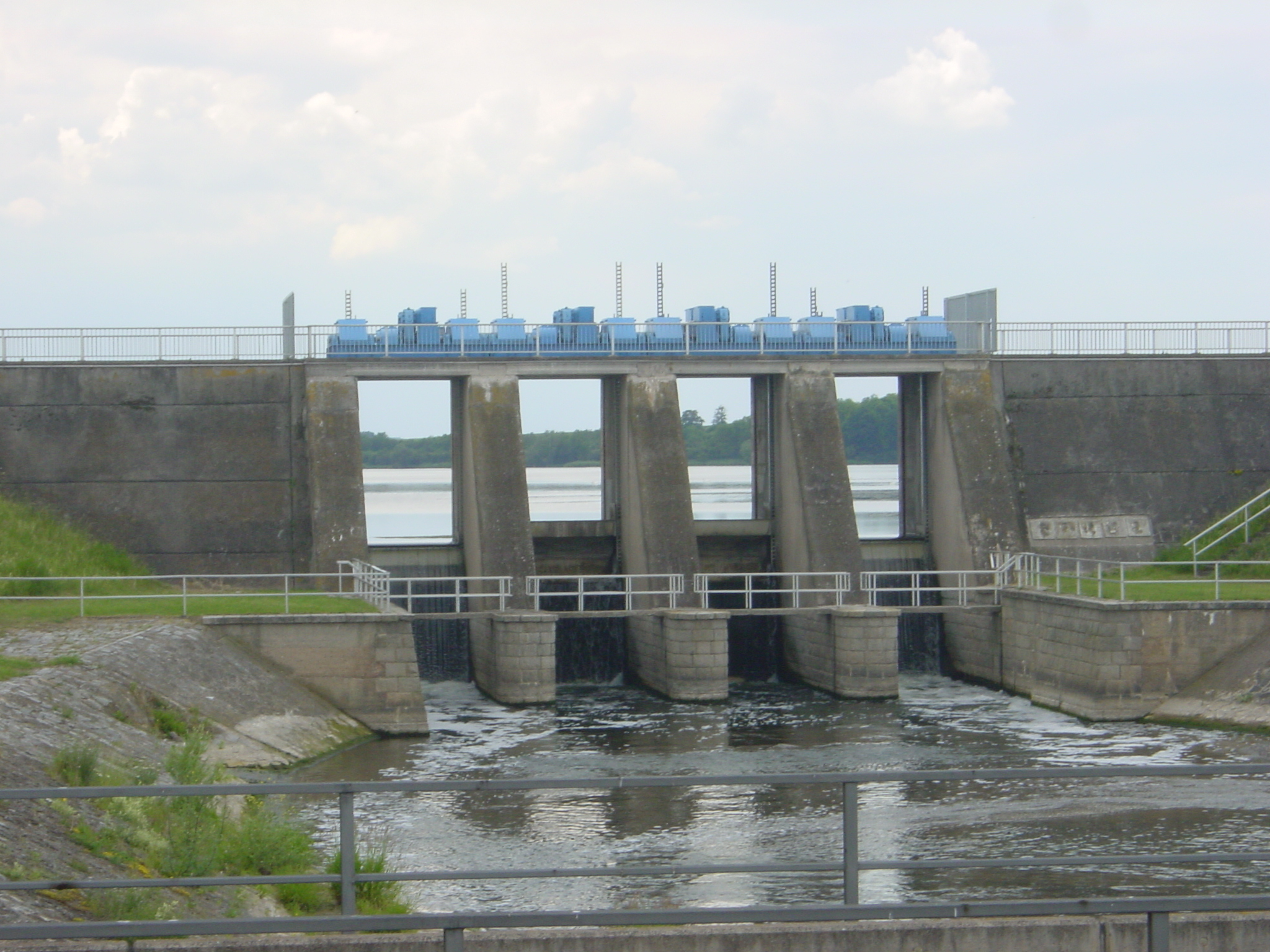
Hochwasserrückhaltebecken Straußfurt

Schifffahrt auf der Unstrut ist mindestens seit 1612 belegt; allerdings war eine nennenswerte wirtschaftliche Nutzung wegen der geringen Flusstiefe und der morastigen Ufer lange Zeit nicht möglich. Immer wieder mussten die Anrainer zur Erhaltung der Uferwege angehalten werden, die man für das Treideln der Lastkähne benötigte. Die mehrfach erneuerte Wasser- und Mühlenordnung von 1653 brachte jedoch nur eine geringe Besserung; häufig kam es zu ausgedehnten Überschwemmungen. Pläne zur Schiffbarmachung, die Herzog Ernst I. von Sachsen-Gotha hegte, um Naumburg als Umschlagplatz von Gütern wirtschaftlich zu stärken, unterbreitete er seinem kurfürstlichen Verwandten, sie wurden jedoch von kursächsischen Räten abgelehnt; diese befürchteten eine heranwachsende Konkurrenz für die nahe Handelsstadt Leipzig. Auch eine großangelegte Planung eines west-östlichen Wasserweges unter Einbeziehung der Unstrut in der Mitte des 18. Jahrhunderts kam lange Zeit nicht zustande.
Erst 1778 wurde der Berghauptmann, Maschinen- und Schleusenbauer Johann Friedrich Mende mit Untersuchungen zur Schiffbarmachung und 1790 mit der Erarbeitung eines Kanalisierungsplans beauftragt. Er übernahm 1791 die Leitung der Ausbauarbeiten über 71 km an der Unstrut, die eine Mindesttiefe des Flusses von 0,8 m gewährleisten sollten. Für die Arbeiten wurden drei Millionen Thaler angewiesen. In den nächsten Jahren wurden zwölf Schleusen angelegt; ein Ausbau fand auch an der Saalestrecke zwischen Naumburg und Weißenfels statt. Am 8. April 1795 wurde die Schifffahrt freigegeben, am 3. Juli legte der erste Lastkahn in Artern an.
Der Wasserweg sorgte für zunehmenden wirtschaftlichen Aufschwung, transportiert wurden insbesondere der berühmte Sandstein aus Nebra, der weite Verbreitung fand, Kalkstein aus Freyburg, Salz aus Artern, außerdem Getreide und Rüben. Stromauf wurden die Schiffe getreidelt, daher wurde besonderes Augenmerk auf Uferbefestigungen und gangbare Uferwege gelegt. Zur Entwässerung der weiterhin feuchten und vom Hochwasser bedrohten Böden wurde 1857 die Unstrutregulierungs-Sozietät gegründet. Im Vorstand der Sozietät saß der Wasserbauingenieur Hermann Wurffbain, der die Maßnahmen plante. Erst mit der Melioration wurde eine produktive landwirtschaftliche Nutzung möglich. Gleichzeitig wurde damit das verbreitete Unstrut-Sumpffieber bekämpft. Seit 1888 wurde ein Dampfschlepper eingesetzt. 1882–1895 wurde die Unstrut-Wasserstraße teilweise begradigt und rekanalisiert. Wirtschaftliche Konkurrenz erwuchs der Schifffahrt durch die Inbetriebnahme der Unstrutbahn zwischen Naumburg und Artern am 1. Oktober 1889; in den nächsten Jahrzehnten ging der Verkehr auf dem Wasser rapide zurück. Nach den massiven Frühjahrshochwassern 1956 und 1967 wurde ein Sofortprogramm für den Hochwasserschutz begonnen, erneut wurde begradigt und wurden Hochwasserrückhaltebecken geschaffen. Fünf Wehre und Schleusen wurden abgebrochen. Ein durchgängiger Schleusenbetrieb war nicht mehr möglich.

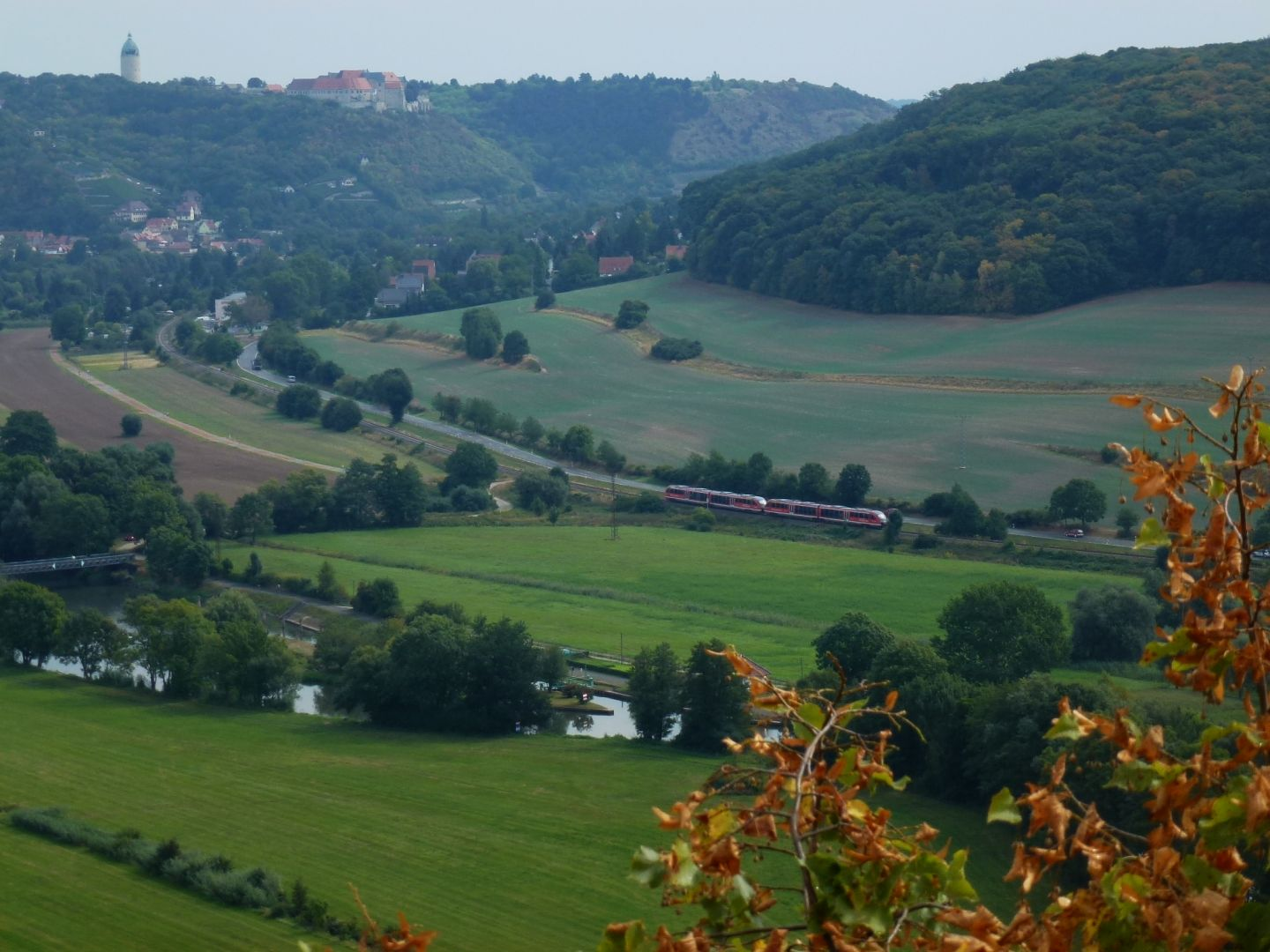
Blick von Zscheiplitz auf die Zeddenbachschleuse

Wirtschaftlich wird der Wasserweg heute nicht mehr genutzt, jedoch entdeckte in den letzten Jahren der Tourismus die Unstrut. Zahlreiche Wassersportvereine und Bootsverleihe bieten Kanus oder Ruderboote an, mit denen man die Unstrut befahren kann. Schleusen sind noch in Betrieb in Artern, Ritteburg, Wendelstein, Tröbsdorf, Laucha, Zeddenbach und Freyburg. Auf dem Unterlauf verkehrten bis 2016 von Karsdorf bis zur Mündung in die Saale im Naumburger Blütengrund drei kleine Fahrgastschiffe, die 1888 erbaute Fröhliche Dörte, die 1908 erbaute Unstrutnixe und die 1969 erbaute Reblaus.
Die Auelandschaft der Unstrut hat im Laufe der Zeit stark unter den Begradigungen und Meliorationsmaßnahmen gelitten. 1992 begann der Freistaat Thüringen ein Modellprojekt zur Revitalisierung des Flusses.

## Schleusen
Voraussetzung für die Aufnahme des Schiffsverkehrs auf der Unstrut im April 1795 zwischen Bretleben (km 78,5) und der Mündung in die Saale waren im Zeitraum von 1791 bis 1795 u. a. der Bau von 12 Schleusen zwischen Artern (km 65,0) und Freyburg (km 5,2) sowie Maßnahmen des Flussausbaues (Verbreiterungen und Vertiefungen). Die Hauptabmessungen der Schleusen betrugen: Torbreiten zwischen 5,52 m und 5,65 m sowie Kammerlängen zwischen 50,50 m und 51,50 m. Möglich war der Verkehr von Schiffen bis 150 t Tragfähigkeit. Noch im 20. Jh. betrugen lt. Bekanntmachung vom 30. Dezember 1936 die zulässigen Schiffsabmessungen auf der Unstrut 5,50 m Breite und 44,50 m Länge. Ab 1826 war durch den weiteren Ausbau der Saale der durchgängige Schiffsverkehr von Artern/Unstrut bis Halle/Saale möglich.

## Sehenswürdigkeiten

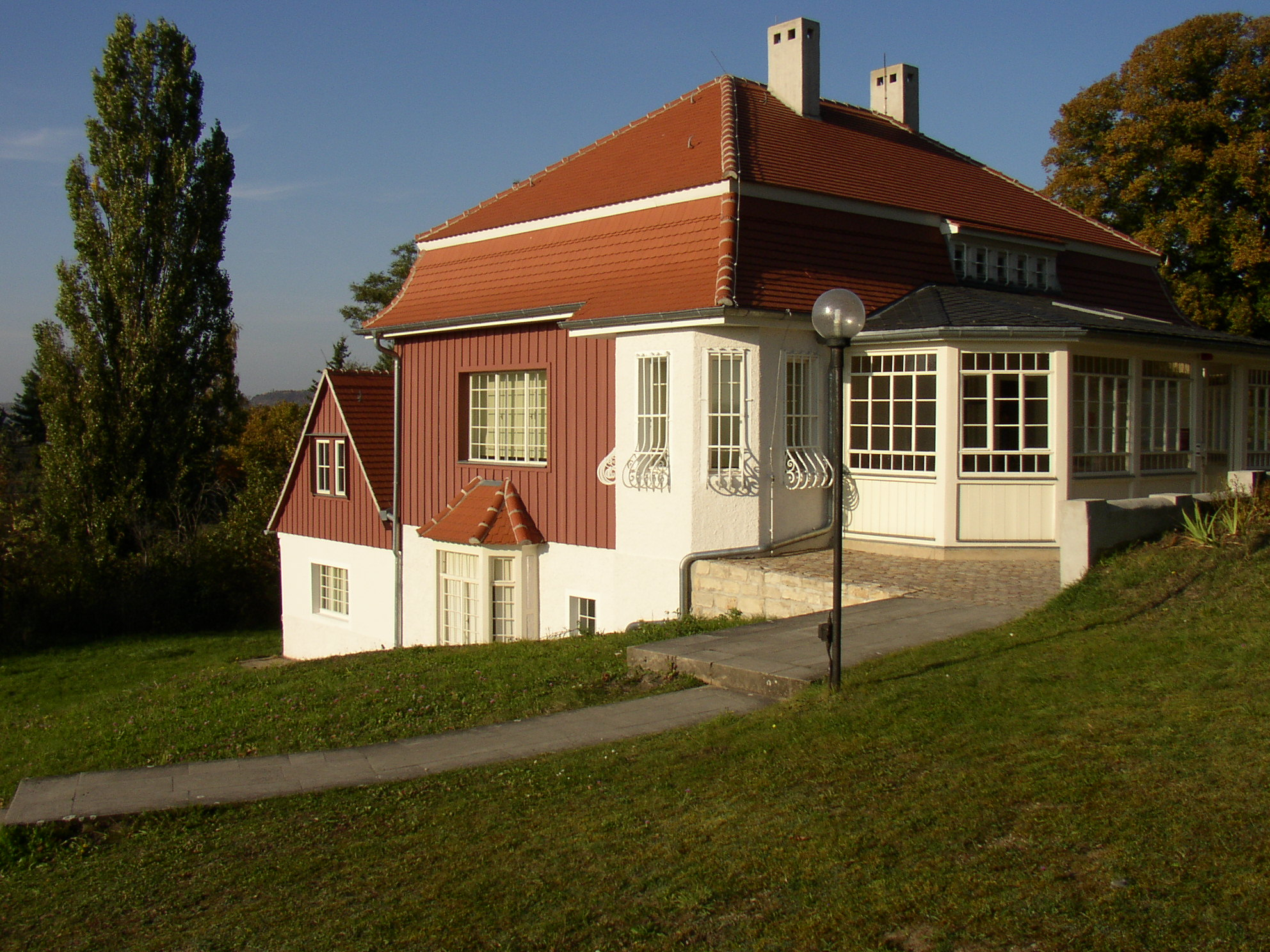
Ehemaliges Wohnhaus von Max Klinger (Großjena)
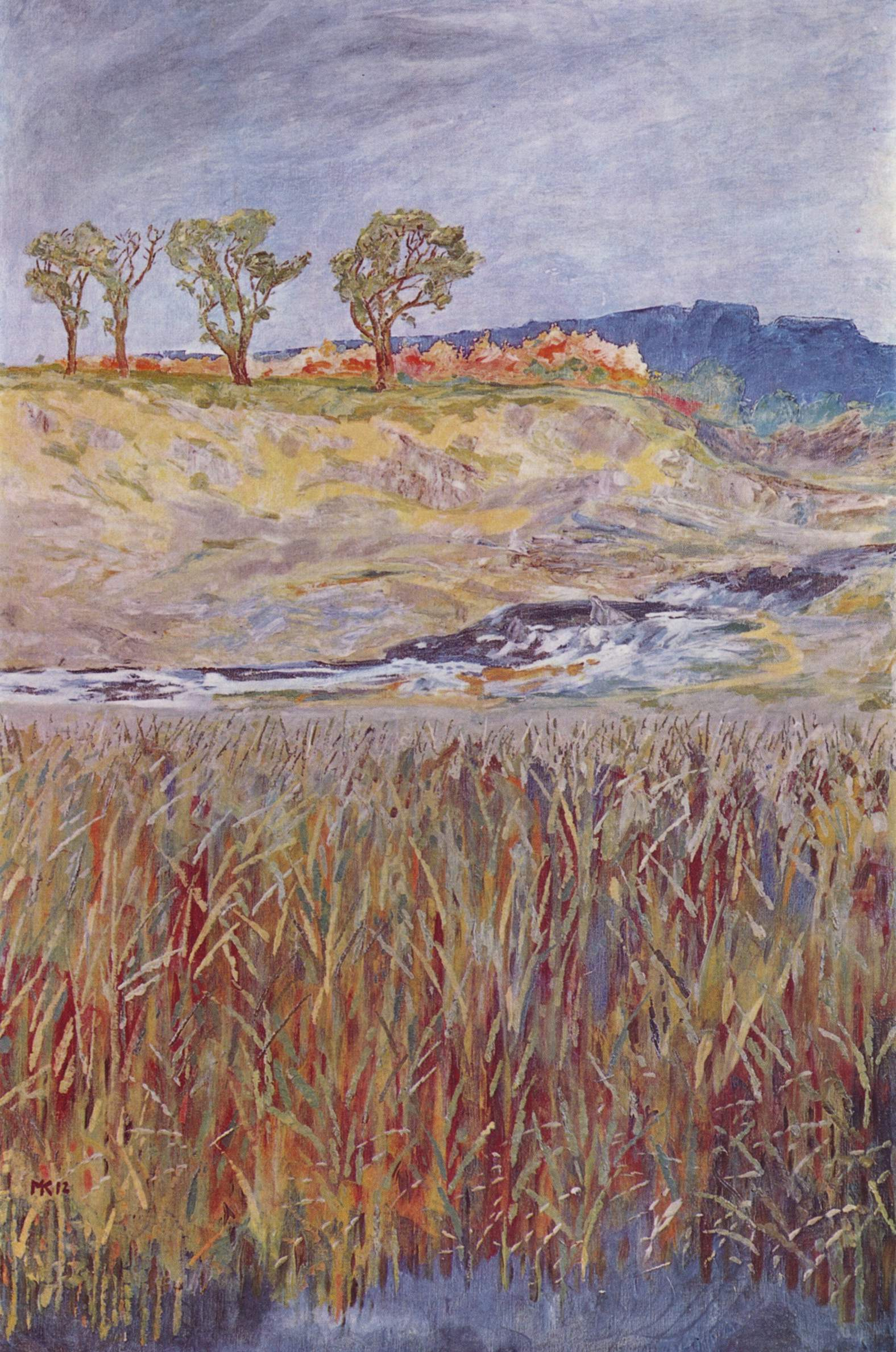
Landschaft an der Unstrut 1912 (Gemälde von Max Klinger)
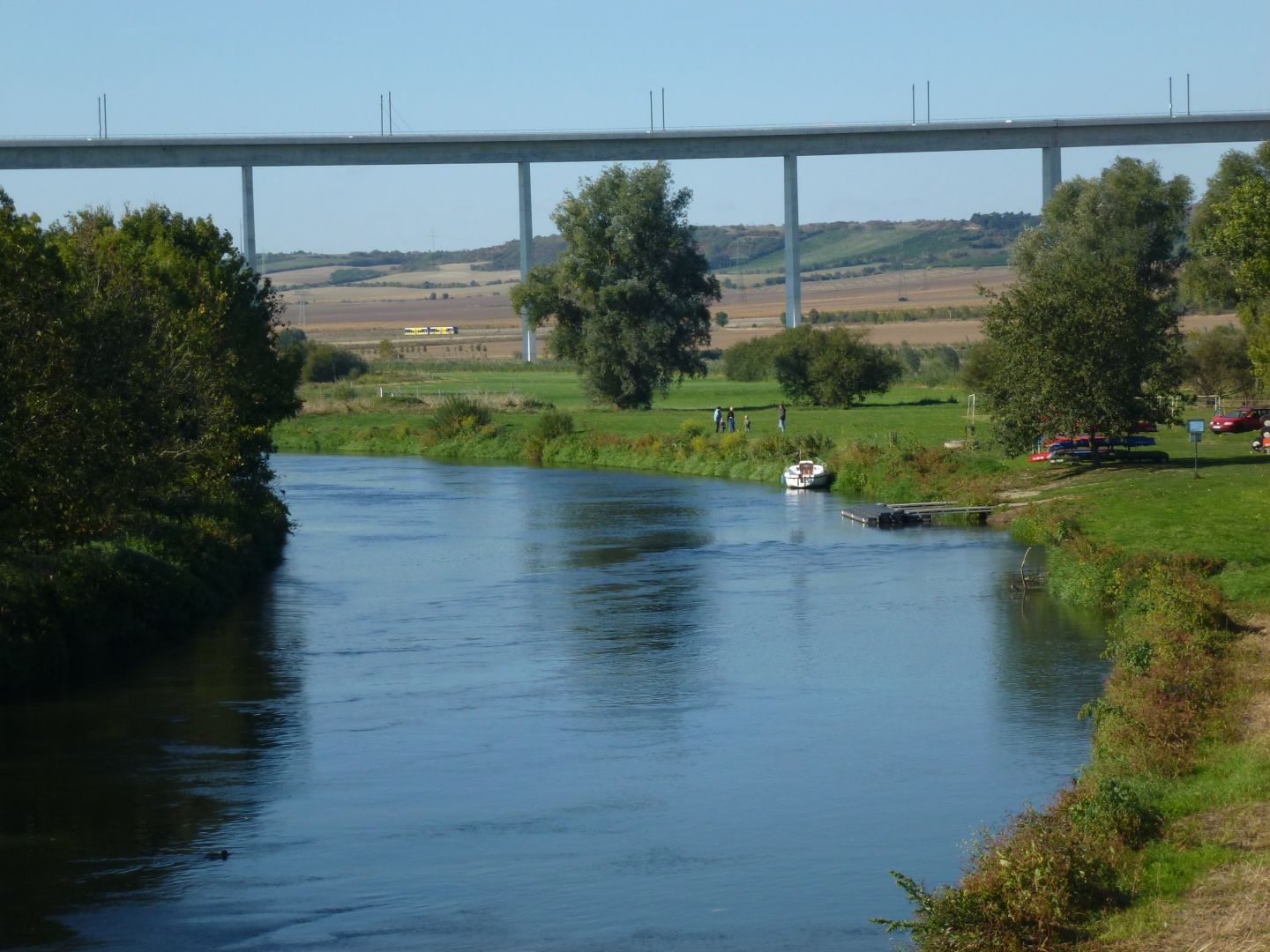
Unstruttalbrücke
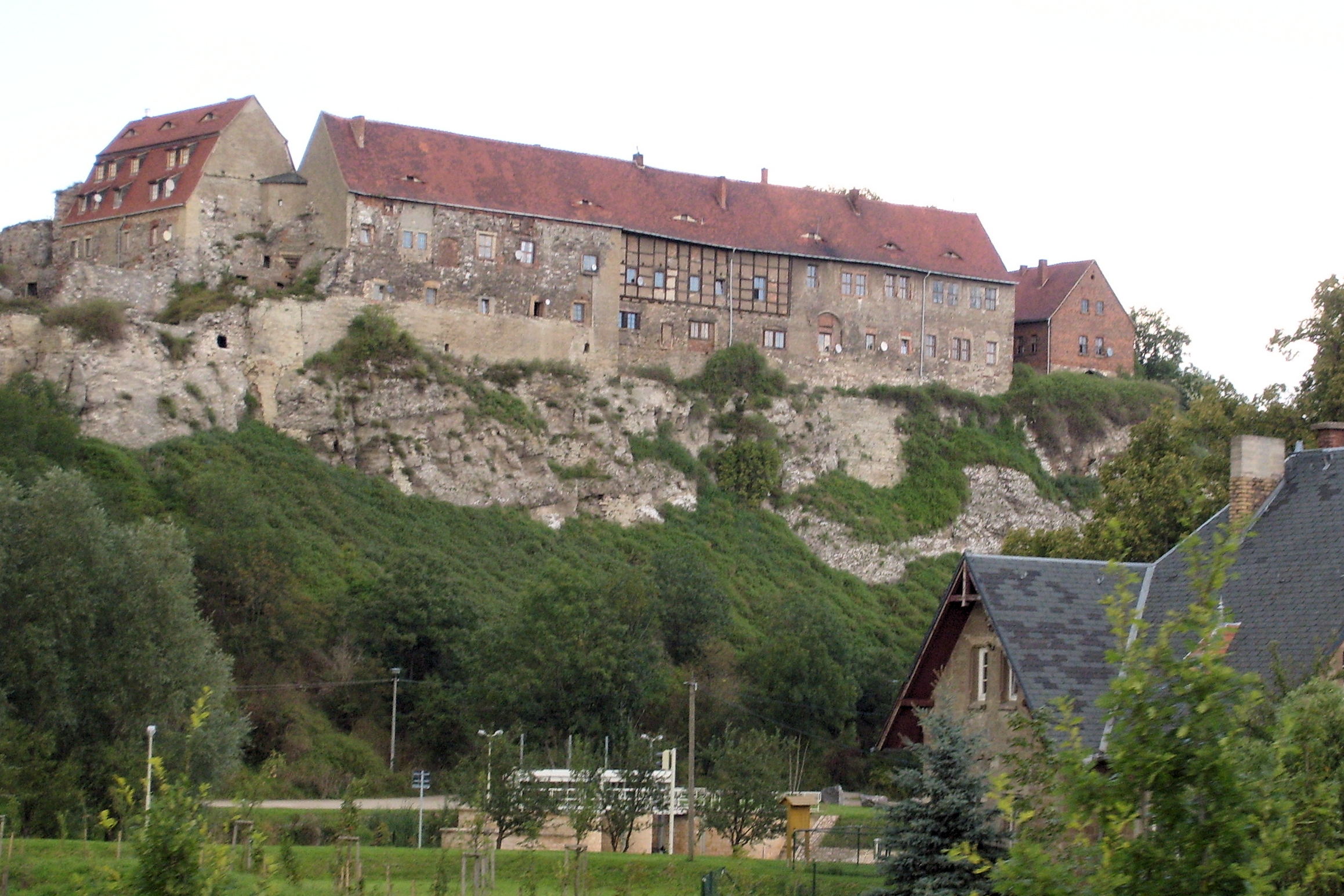
Wendelstein

Unmittelbar an der Unstrut liegen die Burgruine Wendelstein, auf der sich noch bewohnte Gebäude befinden. Im Ort Memleben befand sich im 10. Jahrhundert eine ottonische Kaiserpfalz, die häufig von Heinrich I. und Otto dem Großen besucht wurde. Im heutigen Ort findet man noch die Grundmauern des zugehörigen Klosters sowie die teilweise erhaltene Klosterkirche aus dem 13. Jahrhundert. Eine Dauerausstellung informiert über die Geschichte der Pfalz und des Klosters.
Im Ziegelrodaer Forst, der sich nördlich der Unstrut in der Nähe von Wangen hinzieht, wurde auf dem Mittelberg die Himmelsscheibe von Nebra gefunden. Das Barockschloss von Burgscheidungen, in dem mehrere Jahre die spätere Gräfin Cosel wohnte, ist derzeit für die Öffentlichkeit nicht zugänglich.
Die im Dezember 2015 in Betrieb genommene Unstruttalbrücke der ICE-Neubaustrecke Erfurt–Leipzig/Halle bei Karsdorf ist die zweitlängste Eisenbahnbrücke Deutschlands.
Ein Glockenmuseum mit originaler Glockengießerwerkstatt aus dem Jahr 1790 ist in Laucha zu besichtigen. In Balgstädt steht ein Wasserschloss, das heute als Gemeindeamt und als Herberge dient. Südlich des Ortes liegt das Naturschutzgebiet Tote Täler, in dem seltene Pflanzenarten zu finden sind, insbesondere Orchideen. In Zscheiplitz kann die rekonstruierte Klosterkirche und das durch ein Weingut genutzte Gut eines ehem. Benediktinerinnenklosters mit Blick ins Unstruttal besichtigt werden.
Über Freyburg erhebt sich die gut erhaltene Neuenburg mit einer spätromanischen Doppelkapelle und einem etwas abseits gelegenen Bergfried, dem „Dicken Wilhelm“. Die Burg beherbergt ein Museum. In der Stadt sind noch Teile der historischen Stadtmauer erhalten. Die Rotkäppchen Sektkellerei ist eines der ältesten Sekthäuser Deutschlands. Kurz vor der Einmündung des Flusses in die Saale findet sich an einem Weinberg das Max-Klinger-Haus, der letzte Wohnsitz des Leipziger Malers Max Klinger (1857–1920), und gleich daneben dessen Grabstätte. Kurz vor der Einmündung des Flusses in die Saale (Großjena) ist ein barockes Relief aus dem Jahr 1722 in den Sandstein des Markgrafenberges eingehauen, das so genannte „Steinerne Bilderbuch“.
Naumburg hat ein historisches Stadtzentrum, Touristenmagnet ist hier der Naumburger Dom mit den bekannten Stifterfiguren und dem Passionsrelief des Westlettners.

## Weinbau

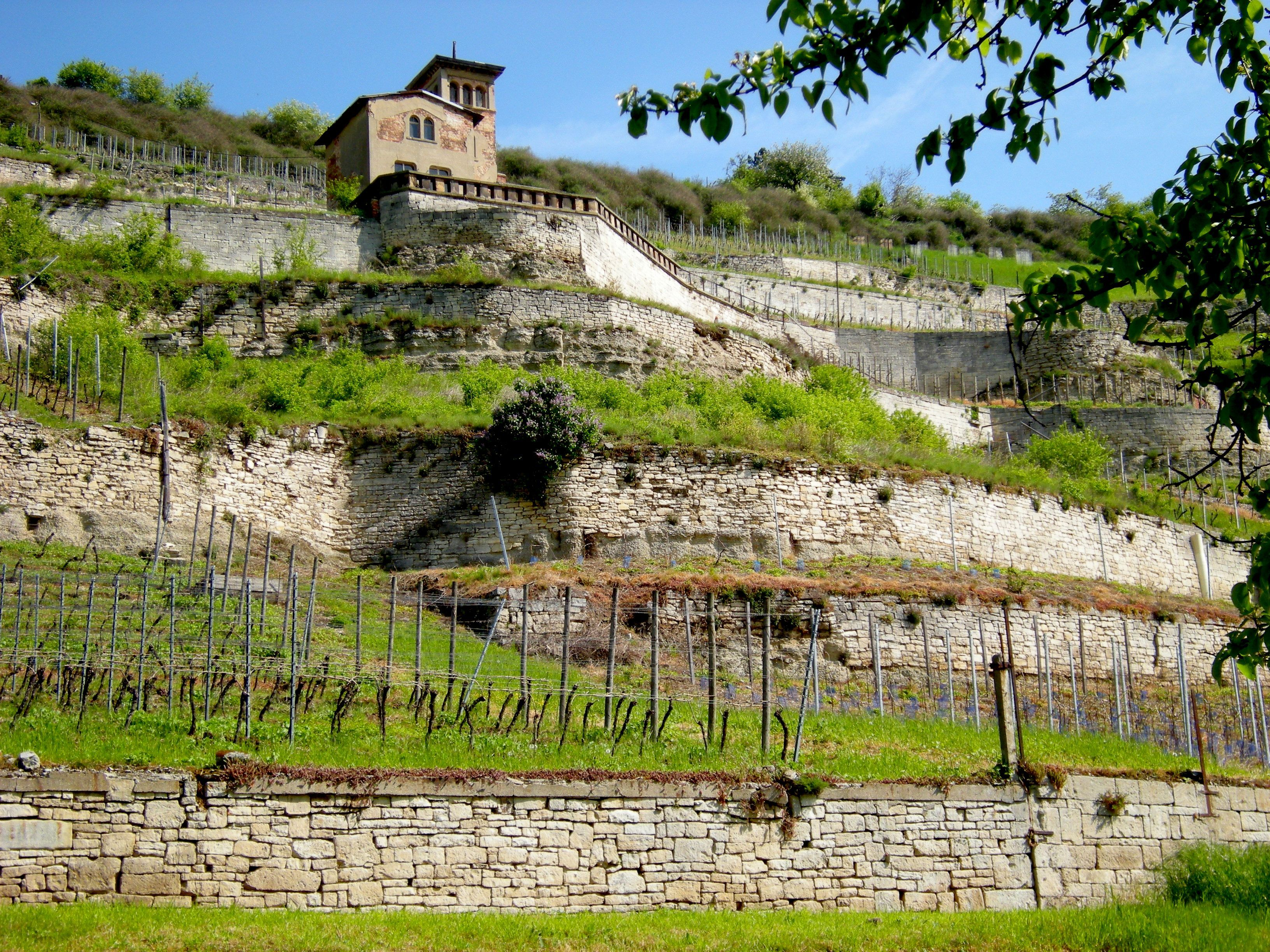
Weinberg bei Freyburg

Am Unterlauf der Unstrut liegt das Weinbaugebiet Saale-Unstrut, das durch die 1993 eröffnete 13. Deutsche Weinstraße dem Tourismus erschlossen wird. Begünstigt wird der Weinbau durch sich an der Nordseite des Flusses hinziehende Muschelkalkberge. Die erste urkundliche Erwähnung findet er 998 in einer Urkunde Ottos III. Die Blütezeit der thüringisch-sächsischen Winzerei lag im 16. Jahrhundert; Weinhandelsplätze waren damals Jena, Naumburg und Leipzig. In der Folgezeit ging der Anbau zurück. 1835 wurde die Naumburger Weinbaugesellschaft gegründet. 1887 waren noch 1000 ha Rebfläche vorhanden, im selben Jahr kam wie allerorten der Einbruch durch den Reblausbefall, sodass es um 1900 nur noch 31 ha Rebfläche an der Unstrut gab. Durch den Anbau von veredelten Reben erholte sich das Winzergewerbe mit der Zeit. Die Gesamtanbaufläche beträgt derzeit etwa 640 ha; die Region zählt damit zu den kleinsten Weinbaugebieten Deutschlands. Derzeit werden vor allem frühreifende Reben wie Silvaner und Müller-Thurgau angebaut.
Die klimatischen Bedingungen sind trotz der nördlichen Lage günstig. Im Mittel fallen 500 mm Niederschlag, die mittlere Jahrestemperatur beträgt 9,1 °C und die mittlere Julitemperatur liegt bei 18,7 °C. Übers Jahr scheint im Mittel während 1606 Stunden die Sonne, etwa wie in den Weinbaugebieten in Rheinland-Pfalz und Franken. Die durchschnittliche Vegetationsdauer liegt bei 186 Tagen mit Schwankungen zwischen 155 und 225 Tagen. Die Bedingungen entsprechen etwa denen in Franken, doch ist der Unstrut-Weinbau durch die geringere Seehöhe von 100 bis 200 m ü. NN weniger durch Fröste gefährdet.

## Hochwassermarken
Trotz umfangreicher wasserbaulicher Maßnahmen in der zweiten Hälfte des 19. Jahrhunderts traten Hochwasser immer wieder auf. So verursachte die Unstrut im Februar 1909 und im Sommer 1926 große Überschwemmungen. Am Unstrut-Pegel Straußfurt registrierte man zwischen 1888 und 1945 (57 Jahre) insgesamt 163 Hochwässer. Zu den besonders schweren Hochwässern vor dem Jahre 1888 zählen die Ereignisse vom Januar 1682, Februar 1784, Februar 1799, Juni/Juli 1871 und März 1881.
Alle große Überschwemmungen an der Unstrut sind mehrfach in Form von Hochwassermarken dokumentiert. Insgesamt sind 71 Markierungen aus vier Jahrhunderten bekannt, wobei 44 am etwa 145 km langen Flussabschnitt in Thüringen und 27 am etwa 45 km langen Unstrutlauf in Sachsen-Anhalt gefunden wurden. Darüber hinaus wurden 43 zerstörte Marken (42 davon in Thüringen) ermittelt.

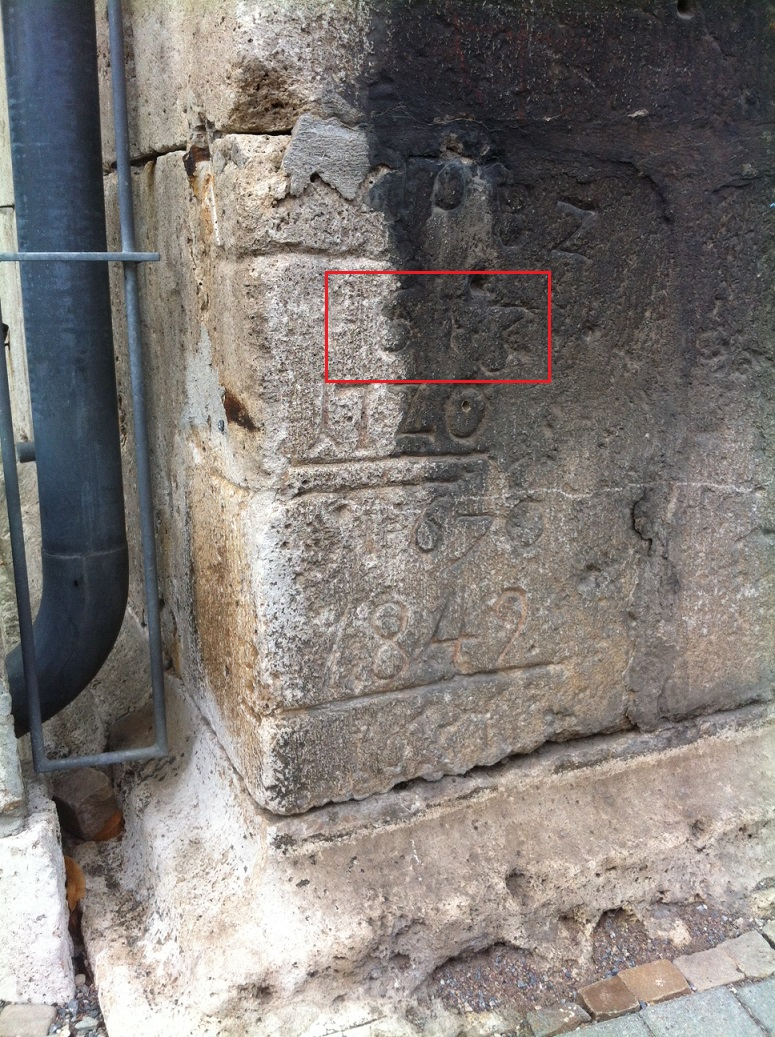
Hochwassermarke von 1613 an der Georgikirche (Mühlhausen)

Die älteste Marke ist die in Stein geschlagene Jahreszahl „1613“ und befindet sich, mit fünf weiteren, an der St.-Georgi-Kirche in Mühlhausen/Thüringen. Laut Handschriften des Stadtarchivs bezieht sie sich auf die Thüringische Sintflut vom 29. Mai 1613, bei der es an zahlreichen Fließgewässern Thüringens zu Überschwemmungen kam. Die Zuordnung zum Ereignis vom 29. Mai 1613 wird durch Kirchenrechnungen bestätigt. Während entlang der Unstrut fünf weitere Marken in das 17. Jahrhundert datieren, liegen aus dem 18. und 19. jeweils 15 und aus dem 20. Jahrhundert 30 Hochwassermarken vor. Fünf Zeichen waren aufgrund fehlender Angaben nicht zuzuordnen. Am Flusslauf wurden 17 Marken mit genauer Datierung (Tag, Monat, Jahr) erfasst.
Umfangreichere Inschriften, die sich auf ein bestimmtes Hochwasser beziehen, fehlen an der Unstrut. Ebenfalls liegen keine Hinweise auf Chronogramme oder gestaltete Gedenktafeln vor. Als einzige Sonderformen wurden zwei in der Feldflur aufgestellte Steine ermittelt. Der eine Stein steht südlich von Ringleben (Kyffhäuserkreis) auf einem Feldstück. Das aus Buntsandstein gefertigte Denkmal ist 155 cm hoch. Eingemeißelt findet sich die leicht verwitterte Inschrift: „Gedenkstein der großen Überschwemmung am 28. Juni 1871“. Der zweite, nur als Nachbildung erhaltene, steht zwischen den alten Kilometersteinen 1,6 und 1,7 an einem Versorgungsweg zwischen Ritteburg und Gehofen (Kyffhäuserkreis). Das Original errichtete man nach dem Katastrophenhochwasser vom Juni 1871. Auf dem Buntsandstein befand sich 1,60 m über dem Dammscheitel die Aufschrift „Wasserstand am 29. Juni 1871“. Nach den schweren Hochwässern von 1946 und 1947, die den Wasserstand von 1871 übertrafen, wurde ein Blech mit den Angaben „9.2.1946“ und „16.3.1947“ aufgesetzt. Bis zu seiner Zerstörung vor wenigen Jahren stand der sogenannte „Wasserstein“ in der Feldflur. Den Bemühungen der Heimatfreunde ist die Aufstellung einer Nachbildung im Juni 1996 zu verdanken.
Die jüngste aufgenommene Marke der Studie verweist auf das Sommerhochwasser von 1956. Die Farbmarkierung „1956“ befindet sich mit drei weiteren Zeichen (1939, 1946, 1947) unter der Überschrift „Hochwasserstände“ an einem Peiler der Schleusenbrücke von Laucha. Während das Winterhochwasser von 1939 verhältnismäßig schadlos blieb, kam es im Februar 1946 und März 1947 entlang der Unstrut örtlich zu katastrophalen Zerstörungen. Von der enormen Wasserhöhe des Jahres 1946 künden neun Marken. Auf das Ereignis vom März 1947 verweisen 11 Hochwassermarken. Ein ähnliches Ausmaß muss das schwere Winterhochwasser vom Februar/März 1784 erreicht haben. Damals kam es auch an Main und Elbe zu außerordentlichen Überschwemmungen. An der Unstrut wiesen vier Hochwassermarken das Ereignis von 1784 an. Noch höhere Fluten traten 15 Jahre später ein.
Von dem Ereignis im Februar 1799 künden sieben Marken. Insbesondere die Straßen und Gassen der Vorstädte Freyburgs hatten immer wieder unter Hochwassern zu leiden. In einem Schreiben des Freyburger Stadtrates vom 27. Februar 1799, veröffentlicht in der Leipziger Zeitung, wird bemerkt, dass das Hochwasser von 1799 noch 2 Ellen (etwa 113 cm) höher als 1784 ausfiel. Das vom Freyburger Rat aufgesetzte Schreiben an die Landesregierung in Dresden bezifferte den Schaden in der Stadt auf 5352 Taler. Es wird von 43 Häusern gesprochen, die teils ganz ruiniert, teils beträchtlich beschädigt wurden. Bis weit in das 19. Jahrhundert war diese Flut Vergleichsgröße für andere Überschwemmungen der Unstrut, so auch die alte Marke in der Wasserstraße 32.

## Weiteres

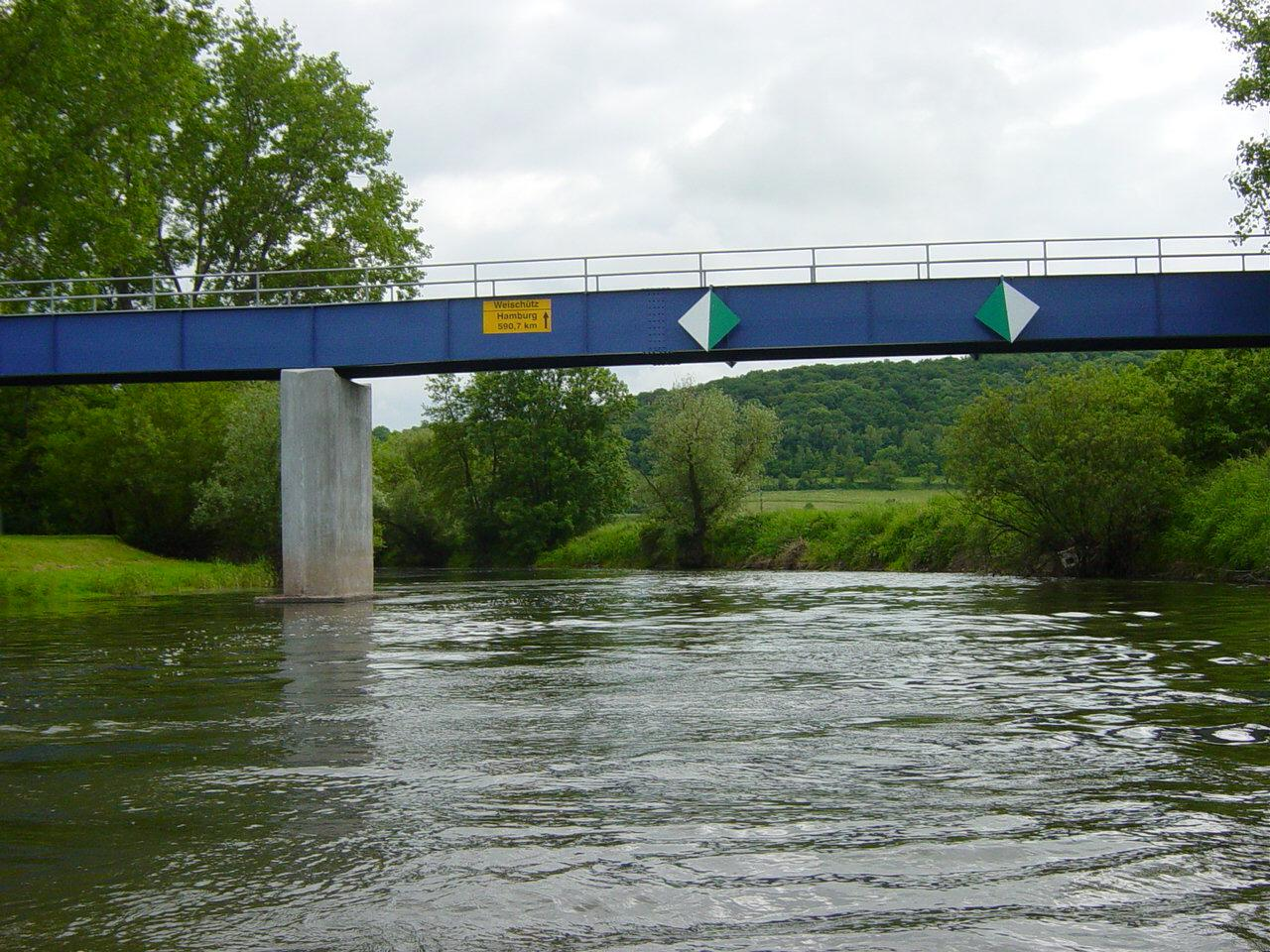
Brücke über die Unstrut bei Weischütz

Im Sommer finden an zahlreichen Stellen Veranstaltungen an und auf dem Fluss statt, so das Wehr- und Schleusenfest in Freyburg und das Badewannenrennen in Weischütz. Entlang des gesamten Flusslaufes zieht sich der Unstrut-Radweg.
Der Asteroid (5792) Unstrut wurde nach ihr benannt.